# Кано (компанија)
Kano је компанија која прави компјутере и китове(енгл.kits).
Њихов компјутер је прегледан од стране Дигитал трендса.
Кано прави компјутерске комплете које свако, било које старосне доби може спојити. Развијен уз помоћ стотина младих људи, уметника, инжењера и наставника, Каноова мисија је да младим људима - и младима у срцу - једноставан, забаван начин да направи и игра са технологијом и преузме контролу над светом њих.
Кано је фокусиран на доношење креативног приступа рачунарству и кодирању образовања. Њихов први производ био је компјутерски комплет Кано, компјутер који свако, старији од 6 година, може да гради и шифрира сасвим сам. Од свог лансирања у октобру 2014. Кано је дистрибуирао преко 70.000 комплета до 86 земаља широм света. Производ се такође користи у стотинама школа широм САД, Велике Британије, ЕУ-а, Азије и чак делова Африке.
Садашњи комплет сада поседује 10 plug-and-play компоненти укључујући: Raspberry Pi, бежичну тастатуру, DIY звучник, уобичајени кејз, струјне и ХДМИ каблове, меморијску картицу, УСБ напајање, илустровану причу и 4 листова налепница.
Кано је лансиран на Кикстартеру у 2013. години, постајући најфреквентнији светски изум за учење свих времена и најуспешнији Кикстартер у Великој Британији у то време.